# Scythia
Scythia (с англ. — «Скифия») — канадская фолк/прог-металом группа, существовавшая с 2008 по 2018 годы.

## Характеристики
Название
Scythia получила свое название от увлечения вокалиста/гитариста Дэйва Хана картиной, на которой скандинавские/русские воины едут на медведях, размахивая мечами.
Стиль
Звучание группы называют фолк/прог-металом, или пауэр-металом с элементами прог- и фолк-метала. Вокал в основном чистый мужской, с добавлением женского бэк-вокала. На дебютном альбоме ... Of War (2010) элементы фолка обеспечивает скрипка, а на следующем ... Of Exile (2011) — клавишные и гобой. Слишком гладкое, без достаточного напряжения, звучание группы на первых двух альбомах меняется на мини-альбоме For the Bear (2012) в сторону более агрессивного и тяжелого звучания.
Лирика
Основные темы: средневековый фольклор, военное дело. Второй альбом ... Of Exile (2011) является более концептуальным и рассказывает историю изгнанного короля, столкнувшегося с серьезными трудностями со стороны своего ближайшего товарища, проклятого палаша.
Дизайн обложек
Внешний вид

## История
В 2008 году вокалист и гитарист Дэйв Хан сформировал в Ванкувере группу под названием Thorgen Hellhammer's Orc Rampage. Басист Терри Сэвидж присоединился к группе на вечере открытого микрофона. Группа гастролировала и записала альбом, прежде чем распасться. Вскоре после этого была сформирована Scythia. Сэвидж был единственным уроженцем Британской Колумбии в группе. Хан вырос в Онтарио и переехал в Британскую Колумбию, чтобы поступить в университет. Барабанщица Селин Дервал родилась во Франции, выросла в Монреале и переехала на запад со своей семьей. Гобоист Морган Зентнер родился в Соединенных Штатах и некоторое время жил в Монреале, прежде чем переехать на запад, чтобы посещать школу.
Группа выпустила дебютный альбом ... Of War в 2010 году. Он был спродюсирован Шоном Тингволдом, который работал над проектами с Strapping Young Lad, Fear Factory, Darkest Hour и многими другими. Однако получил не очень восторженные отзывы. После некоторых изменений в составе группа отправилась в тур в 2011 году, после которого был издан второй альбом ... Of Exile (2011).
Группа переехала в Калгари в 2013 году. Тогда Зентнер покинул группу. Эй Джей «Fireheart» Бергин присоединился к группе в качестве второго гитариста в 2013 году. Клавишник Джефф Блэк стал пятым участником группы.
В 2013 году Scythia была номинирована на инди-премию Sirius XM в номинации "Метал-группа года".
Премьера видеоклипа «Bear Claw Tavern» состоялась на сайте Guitar World в 2013 году. В следующем году вышел третий альбом ... Of Conquest, который был спродюсирован Лассе Ламмертом (Alestorm, Gloryhammer, Svartsot) в LSD Studios в Любеке, при сопродюсерстве Шона Тингволда.
Последний альбом Lineage появился в 2016 году, в поддержку которого группа отправилась в североамериканский тур.

## Участники
Текущий состав
- Dave Khan – лид-вокал, гитара
- Terry Savage – бас, вокал
- Celine Derval – ударные, вокал

Бывшие участники
- Jeff Black – клавишные, вокал
- Christian Sampaleanu – клавишные
- Arys Iberian – клавишные
- Scott F. Thompson – клавишные (2010-2012)
- Morgan Zentner – гобой
- Marisol Valerio – скрипка
- Samantha Landa – ударные
- Ryan Preston – гитара
- Nik Golar – гитара, бас, вокал
- Ireheart Bearkyn[комм. 1] – гитара, вокал (2014-2016)

## Дискография
Альбомы
- ... Of War (2010)
- ... Of Exile (2011)
- For the Bear (2012) — EP
- ... Of Conquest (2014)
- Lineage (2016)